# Chuyến bay 5735 của China Eastern Airlines
Chuyến bay 5735 của China Eastern Airlines (MU5735) là một chuyến bay nội địa của China Eastern Airlines Trung Quốc từ Côn Minh đến Quảng Châu bằng máy bay Boeing 737. Vào ngày 21 tháng 3 năm 2022, một chiếc Boeing 737-800NG với số đăng bạ B-1791 đang thực hiện chuyến bay thì một vụ tai nạn đã xảy ra tại huyện Đằng, Ngô Châu, Quảng Tây và một đám cháy trên núi đã xảy ra. Toàn bộ 132 hành khách và phi hành đoàn đã thiệt mạng.

## Về chiếc máy bay
Máy bay Boeing 737-89P (WL) với số đăng bạ B-1791 (số sê-ri của nhà sản xuất 41474/5453). Máy bay được sản xuất tại nhà máy Boeing Renton ở Washington, Hoa Kỳ vào năm 2015 và bay lần đầu tiên vào ngày 5 tháng 6 năm 2015; chủ sở hữu ban đầu là Công ty TNHH Yamasa và sau đó nó đã được Công ty China Eastern Airlines thuê lại vào ngày 22 tháng 6 năm 2015. Máy bay được trang bị hai động cơ phản lực CFM56-7B26E do CFM International sản xuất. Tính đến thời điểm xảy ra tai nạn, chiếc máy bay đã được 6 năm 10 tháng tuổi và đã bay 8.986 chuyến với tổng thời gian bay là 18.239 giờ.

## Tai nạn

Sơ đồ chuyến bay 5735 (dữ liệu từ Flightradar24)

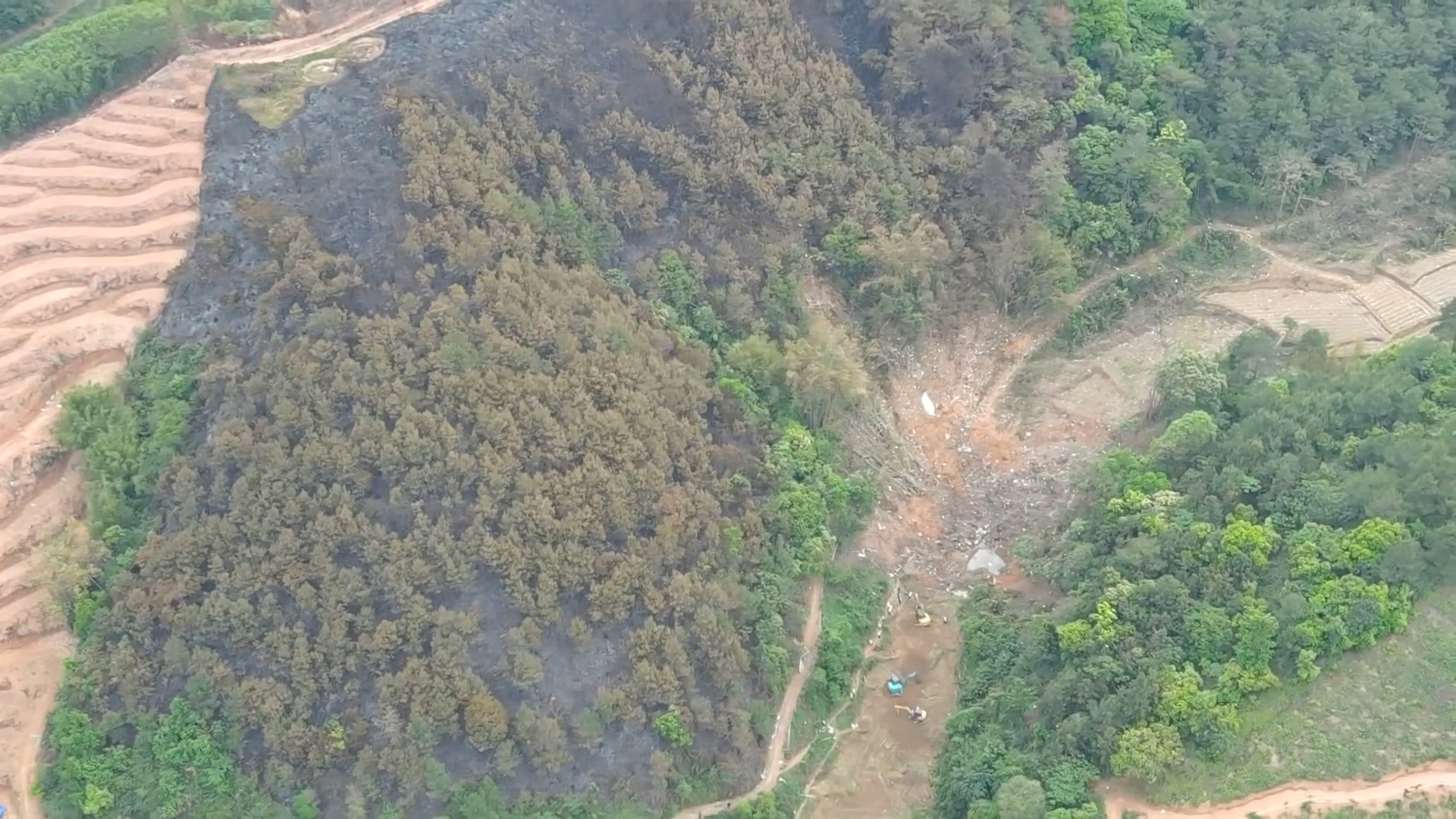
Khu vực máy bay đâm xuống

Máy bay khởi hành từ sân bay quốc tế Trường Thủy, Côn Minh đến sân bay quốc tế Bạch Vân, Quảng Châu lúc 13:15 giờ địa phương (05:15 UTC). Bốn giờ trước khi vụ tai nạn xảy ra, cơ quan thời tiết Ngô Châu đã đưa ra cảnh báo về gió đối lưu mạnh.
Sau khi chuyến bay cất cánh, nó đã bay ở độ cao khoảng 8.869 mét (khoảng 29.100 feet) và đi vào vùng thông báo bay Côn Minh, Quảng Châu lúc 14:17. Vào lúc 14:20, chuyến bay đột nhiên bắt đầu hạ độ cao, đồng thời tốc độ bay bắt đầu giảm, nhân viên nhân viên kiểm soát mặt đất đã gọi cho phi hành đoàn nhiều lần, nhưng không nhận được bất kỳ phản hồi nào. Theo dữ liệu ADS-B do trang web Flightradar24 ghi lại, máy bay hạ độ cao đột ngột xuống khoảng 2.200 mét (khoảng 7.400 feet) sau đó tiếp tục leo lên khoảng 2.600 mét (khoảng 8.600 feet) rồi lại tiếp tục hạ xuống, và dữ liệu cuối cùng ghi lại lúc 14:22 cho thấy độ cao 983 mét (khoảng 3.200 feet).
Máy bay bị rơi tại vùng núi thuộc huyện Đằng, Ngô Châu, Quảng Tây. Máy bay chở 132 người trong đó 123 hành khách và 9 thành viên phi hành đoàn. Một camera giám sát do một công ty khai thác mỏ địa phương lắp đặt cách nơi xảy ra vụ việc khoảng 1 km đã ghi lại khoảnh khắc máy bay chở khách rơi, cho thấy cảnh chiếc máy bay lao xuống ở góc gần 90 độ (gần như là thẳng đứng). Hiện trường vụ tai nạn cũng được quay lại, cho thấy đống đổ nát và đám cháy. Nhiều mảnh vỡ nhỏ hơn nằm rải rác xung quanh khu vực. Toàn bộ hành khách được báo cáo là đã thiệt mạng ngay tại hiện trường. Sau đó vào ngày 26/3, Tân Hoa Xã đưa tin, sau nhiều ngày tìm kiếm, giới chức Trung Quốc hôm nay tuyên bố toàn bộ 132 người trên máy bay Boeing 737-800 mang số hiệu MU5735 của hãng hàng không China Eastern Airlines thiệt mạng sau khi rơi ở khu vực tỉnh Quảng Tây hôm 21/3.

## Hành khách
Có 123 hành khách và 9 thành viên phi hành đoàn trên chuyến bay theo CAAC, tổng số là 132 người. CAAC và hãng hàng không đang làm việc để đưa tên tất cả các hành khách và phi hành đoàn vào danh sách trong vài giờ tới. Theo Đài truyền hình trung ương Trung Quốc, tất cả các hành khách đều là người Trung Quốc.
Tổ bay gồm 3 phi công, 5 tiếp viên và một nhân viên bảo vệ.
Cơ trưởng Dương Hồng Đạt (tiếng Trung: 杨鸿达; bính âm: Yáng Hóngdá) đã được tuyển dụng làm phi công lái chiếc Boeing 737 này kể từ tháng 1 năm 2018, với tổng cộng 6.709 giờ bay.
Cơ phó thứ nhất Trương Chính Bình (tiếng Trung: 张正平; bính âm: Zhāng Zhèngpíng) là một trong những phi công thương mại giàu kinh nghiệm nhất Trung Quốc, với 31.769 giờ bay, và là người hướng dẫn bay cho China Eastern, đã đào tạo hơn 100 cơ trưởng; Ông đã được trao tặng danh hiệu vinh dự "Phi công ưu tú" của ngành hàng không dân dụng năm 2011.
Cơ phó thứ hai (với tư cách là quan sát viên) Nghê Công Đào (tiếng Trung: 倪龚涛; bính âm: Ní Gōngtāo), với tổng số giờ bay là 556 giờ, đã có mặt trên máy bay để hoàn thành nhiệm vụ huấn luyện.

## Điều tra

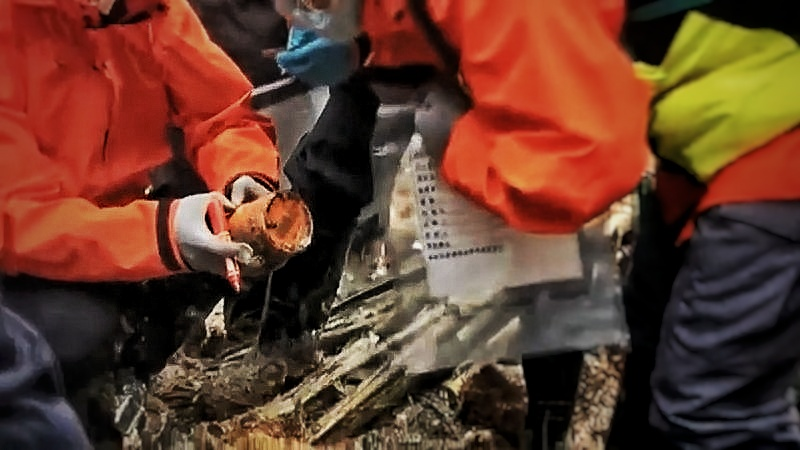
Hộp đen của máy bay được tìm thấy nhằm phục vụ công tác điều tra

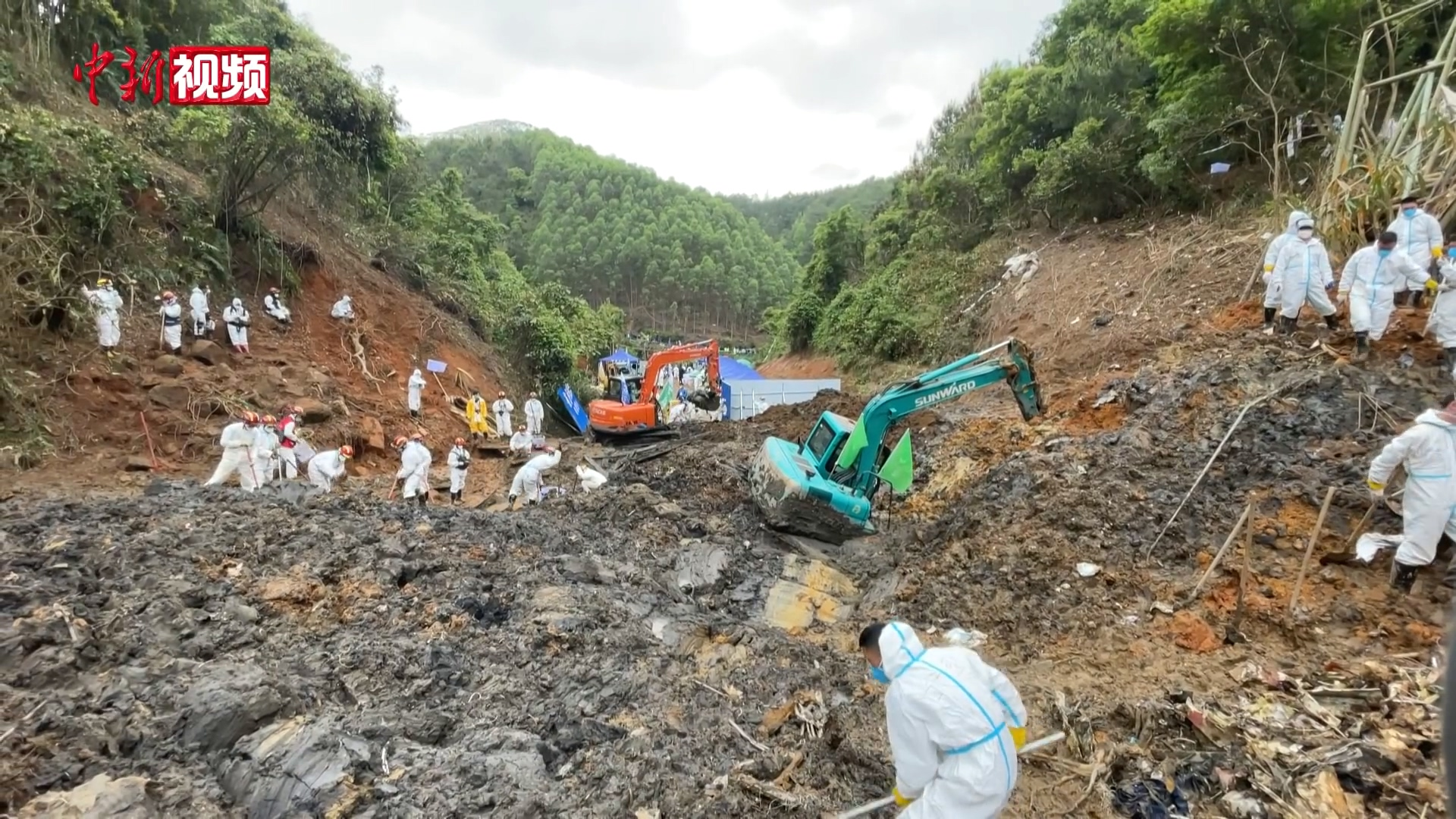
Đội cứu hộ có mặt tại hiện trường

Cục Hàng không Liên bang (FAA) của Hoa Kỳ cho biết trong một tuyên bố rằng họ đã biết về vụ việc. FAA nói thêm rằng họ "sẵn sàng hỗ trợ các nỗ lực điều tra", nếu được yêu cầu. Boeing nói rằng họ đã được thông báo qua các báo cáo ban đầu và đang thu thập thông tin chi tiết. Thủ tướng Trung Quốc Lý Khắc Cường đã kêu gọi nỗ lực toàn lực để tìm kiếm những người sống sót và điều trị những người bị thương, và nhấn mạnh sự cần thiết phải trấn an và phục vụ gia đình các nạn nhân. Lãnh đạo Trung Quốc Tập Cận Bình đã kêu gọi các nhà điều tra xác định nguyên nhân vụ tai nạn càng sớm càng tốt và đảm bảo an toàn hàng không "tuyệt đối".
Ủy ban An toàn Giao thông Vận tải Quốc gia Hoa Kỳ (NTSB) cho biết rằng một quan chức cấp cao đã được chỉ định làm đại diện cho cuộc điều tra vụ tai nạn. Các đại diện từ CFM International, Boeing và FAA cũng sẽ đóng vai trò cố vấn kỹ thuật trong cuộc điều tra.
Điều tra viên tai nạn hàng không Michael Daniel nói rằng việc máy bay lao dốc và đột ngột tương tự như chuyến bay 990 của EgyptAir và chuyến bay 185 của SilkAir đều bị nghi là do phi công cố tình lao máy bay xuống đất và nói thêm rằng hành vi chơi xấu phải nằm ở "đầu danh sách" đối với các nhà điều tra.